# Scarto

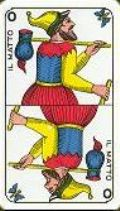
Der Narr in einem Tarocco Piemontese Blatt.

Scarto ist ein Tarockspiel aus dem Piemont, Italien. Es ist ein einfaches Spiel, das als Einstieg in komplexere Tarockspiele dienen kann. Der Name leitet sich von den abgelegten Karten ab, die mit dem Talon getauscht wurden, was auch der Ursprung des Namens für das Skat ist.

## Blatt
Für dieses Spiel wird das 78 Karten eines Tarocco Piemontese Blatts mit italienischen Farben verwendet; alternativ kann aber auch das französische Tarot Nouveau verwendet werden. Das Blatt sollte 56 Karten enthalten, die in vier Farben mit jeweils zehn Werten von Zahlenkarten und vier Werten von Bildkarten aufgeteilt sind. Dazu kommen 21 Trumpfkarten und eine Karte ohne Farbe, der Narr.
Die Reihenfolge der langen (Schwerter und Stäbe) oder schwarzen (Pik und Kreuz) Farben lautet König, Dame, Cavall, Bube, 10 … 1, während die runden (Kelche und Münzen) oder roten (Herz und Karo) Farben König, Dame, Ritter, Bube, 1 … 10 lauten. Wie in den meisten piemontesischen Tarocchi-Spielen ist auch Trumpf 20 höher als 21.
Augenwerten:
- Könige, Trumpf 1 und Trumpf 20: 5 Augen
- Damen und Narr: 4 Augen
- Ritter: 3 Augen
- Buben: 2 Augen
- Alle anderen: 1 Auge

## Spielregeln
Der Kartengeber gibt jedem 25 Karten, drei weitere Karten bilden den Talon. Der Geber kann Karten mit dem Talon tauschen. Die abgelegten Karten (scarto) kommen auf seinen Stichstapel. Der Geber kann keine Karte mit 5 Augen oder den Narr ablegen. Trumpf 1 kann abgelegt werden, wenn der Geber keinen anderen Trumpf (auch nicht den Narr) hat.
Gespielt wird gegen den Uhrzeigersinn; der Spieler rechts vom Geber spielt aus. Die Spieler müssen Farbe bedienen (Farbzwang), andernfalls müssen sie, wenn möglich, einen Trumpf spielen (Trumpfzwang). Der Gewinner jedes Stichs spielt zum nächsten aus, bis alle Karten gespielt sind.
Der Narr kann jederzeit gespielt werden. Er gehört keiner Farbe an, entbindet den Spieler aber vom Bedienen der Farbe; sie kann keine Stiche gewinnen oder geschlagen werden. Spielt der Narr den Stich aus, bestimmt die Karte des nächsten Spielers die Farbe des Stichs. Beim Spielen des Narren zeigt der Spieler die Karte einfach vor und legt sie auf seinen eigenen Stichstapel. Anders als bei fortgeschritteneren Tarotspielen muss der Spieler den Narren nicht gegen eine wertlose Karte austauschen.
Nachdem alle Karten gespielt wurde, werden die Karten des Stichstapels des Spielers in Dreiergruppen gezählt. Die Augen jedes gewonnenen Stichs werden addiert und anschließend zwei Augen abgezogen. Der Narr wird separat gezählt; der Spieler, der den Stich mit dem Narren gewonnen hat, sollte zwei Karten übrig haben. Dazu wird eine zusätzliche Auge addiert und anschließend wie üblich zwei Augen abgezogen. Die drei Spieler sollten 78 Augen erreichen, daher muss jeder Spieler 26 von seiner Gesamtpunktzahl abziehen, um seinen Spielstand zu erhalten. Der Spieler rechts vom Geber ist der nächste Geber; das Spiel wird fortgesetzt, bis alle Spieler Karten ausgeteilt haben. Der Verlierer ist derjenige mit der niedrigsten Gesamtaugenzahl und muss die Gewinner bezahlen, traditionell mit einem Getränk.